# Contee della Norvegia

Contee della Norvegia (dal 2024)

La Norvegia è divisa in 15 regioni amministrative, chiamate contee (fylke in norvegese), fino al 1918, erano conosciuti come amter. Le contee formano le suddivisioni di primo livello della Norvegia e sono ulteriormente suddivise in 356 comuni (kommune). I territori insulari delle Svalbard e Jan Mayen sono al di fuori della suddivisione in contee e governati direttamente a livello nazionale. La capitale Oslo è considerata sia una contea che un comune.
Nel 2017 il governo ha deciso di abolire alcune delle contee e di unirle con altre per formarne di più grandi, riducendone il numero da 19 a 11. La nuova suddivisione è diventata effettiva a partire dal 1º gennaio 2020. Ciò ha scatenato l'opposizione popolare ed è stata richiesta l'"inversione" della riforma. Lo Storting ha votato per annullare parzialmente la riforma il 14 giugno 2022, e dal 1º gennaio 2024 la Norvegia ha 15 contee. Tre delle contee recentemente fuse, vale a dire Vestfold og Telemark, Viken e Troms og Finnmark, sono sciolte e le vecchie contee esistenti prima della riforma sono ristabilite con alcuni piccoli cambiamenti poiché alcuni comuni erano stati uniti attraverso ex confini di contea e alcune contee modificate durante la riforma del governo locale del 2020.

## Contee attuali (dal 2024)
Di seguito è riportato un elenco delle 15 contee norvegesi, con i loro centri amministrativi. Si noti che le contee sono amministrate sia da governatori nominati del governo nazionale che, in misura minore, dai loro stessi organi eletti (l'incarico di vertice è il Fylkesordfører). I numeri delle contee provengono dal sistema di numerazione ufficiale ISO 3166-2:NO, originariamente istituito per seguire la costa dal confine svedese nel sud-est al confine russo nel nord-est, ma la numerazione è cambiata in seguito alle fusioni delle contee.
I territori insulari delle Svalbard e Jan Mayen si trovano al di fuori del sistema di contee della Norvegia. Le Svalbard sono amministrate dal governatore delle Svalbard e Jan Mayen è amministrata dal governatore della contea del Nordland (ma non fa parte del Nordland).
| Contea                | Codice ISO | Centro amministrativo | Insediamento più popolato | Governatore                | Fylkesordfører                     | Area (km2) | Pop.    | Distretto/i elettorale/i     | Forma della lingua ufficiale |
| --------------------- | ---------- | --------------------- | ------------------------- | -------------------------- | ---------------------------------- | ---------- | ------- | ---------------------------- | ---------------------------- |
| Oslo                  | NO-03      | Città di Oslo         | Città di Oslo             | Valgerd Svarstad Haugland  | Anne Lindboe (H)                   | 454.12     | 700,000 | Oslo                         | Neutro                       |
| Rogaland              | NO-11      | Stavanger             | Stavanger                 | Bent Høie                  | Marianne Chesak (Ap)               | 9,377.10   | 475,000 | Rogaland                     | Neutro                       |
| Møre og Romsdal       | NO-15      | Molde                 | Ålesund                   | Else-May Norderhus         | Jon Aasen (Ap)                     | 14,355.62  | 270,000 | Møre og Romsdal              | Nynorsk                      |
| Nordland              | NO-18      | Bodø                  | Bodø                      | Tom Cato Karlsen           | Kari Anne Bøkestad Andreassen (Sp) | 38,154.62  | 239,000 | Nordland                     | Neutro                       |
| Østfold               | NO-31      | Sarpsborg             | Fredrikstad               | Valgerd Svarstad Haugland  | Sindre Martinsen-Evje (Ap)         | 4,180.7    | 299,647 | Østfold                      | Bokmål                       |
| Akershus              | NO-32      | Oslo                  | Bærum                     | Valgerd Svarstad Haugland  | Thomas Sjøvold (H)                 | 4,918.0    | 630,752 | Akershus                     | Neutro                       |
| Buskerud              | NO-33      | Drammen               | Drammen                   | Valgerd Svarstad Haugland  | Tore Opdal Hansen (H)              | 14,908.0   | 284,955 | Buskerud                     | Neutro                       |
| Innlandet             | NO-34      | Hamar                 | Ringsaker                 | Knut Storberget            | Even Aleksander Hagen (Ap)         | 52,072.44  | 375,000 | Hedmark Oppland              | Neutro                       |
| Vestfold              | NO-39      | Tønsberg              | Sandefjord                | Fred-Ivar Syrstad (acting) | Anne Strømøy (H)                   | 2,167.7    | 253,555 | Vestfold                     | Bokmål                       |
| Telemark              | NO-40      | Skien                 | Skien                     | Fred-Ivar Syrstad (acting) | Sven Tore Løkslid (Ap)             | 15,298.16  | 175,546 | Telemark                     | Neutro                       |
| Agder                 | NO-42      | Kristiansand          | Kristiansand              | Gina Lund                  | Arne Thomassen (H)                 | 16,434.12  | 299,000 | Aust-Agder Vest-Agder        | Neutro                       |
| Vestland              | NO-46      | Bergen                | Bergen                    | Liv Signe Navarsete        | Jon Askeland (Sp)                  | 33,870.99  | 632,000 | Hordaland Sogn og Fjordane   | Nynorsk                      |
| Trøndelag Trööndelage | NO-50      | Steinkjer             | Trondheim                 | Frank Jenssen              | Tore O. Sandvik (Ap)               | 42,201.59  | 465,000 | Nord-Trøndelag Sør-Trøndelag | Neutro                       |
| Troms                 | NO-55      | Tromsø                | Tromsø                    | Elisabeth Aspaker          | Kristina Torbergsen (Ap)           | 26,189.43  | 168,340 | Troms                        | Neutro                       |
| Finnmark              | NO-56      | Vadsø                 | Alta                      | Elisabeth Aspaker          | Hans-Jacob Bønå (H)                | 48,637.43  | 75,540  | Finnmark                     | Neutro                       |

## Organizzazioni
Ogni contea ha due organizzazioni principali, entrambe con organizzazioni sottostanti.
1. Il comune della contea (Fylkeskommune) ha un consiglio di contea (Fylkesting), i cui membri sono eletti dagli abitanti. Il comune della contea è responsabile principalmente di alcune scuole medie, dell'organizzazione dei trasporti pubblici, della pianificazione stradale regionale, della cultura e di altre aree.
2. Il governatore della contea (Fylkesmannen) è un'autorità direttamente controllata dal governo norvegese. Sorveglia i comuni e riceve eventuali lamentele da parte delle persone per le azioni dei comuni. Controlla anche le aree in cui il governo ha bisogno di decisioni dirette locali al di fuori dei comuni.

## Storia delle contee

### Contee (fylker) antiche, fino al XIII secolo
Dal consolidamento come un unico regno, la Norvegia fu divisa in un certo numero di regioni geografiche che avevano una propria assemblea legislativa o un proprio "Ting", come il Gulating (Norvegia occidentale) e il Frostating (Trøndelag). Queste regioni erano a loro volta suddivise in fylker, come Egdafylke e Hordafylke. Nel 1914, il termine storico "fylke" verrà nuovamente utilizzato per sostituire il termine "amt" introdotto durante l'unione con la Danimarca.

#### Contee tra il X e il XIII secolo
Contee (folkland) dipendenti dal Borgarting, situate a Viken, con sede a Sarpsborg:
- Rånrike
- Vingulmark
- Vestfold
- Grenland

Contee dipendenti dall'Eidsivating, situate nell'Oplandene, con sede a Eidsvoll:
- Raumafylke (Glåmdalen, Romerike, Solør)
- Heinafylke (Gjøvik, Hedmark)
- Hadafylke (Hadeland, Land, Toten)
- Gudbrandsdal (bilandskap)
- Østerdal (bilandskap)

Contee dipendenti dal Gulating, situate nel Vestlandet, con sede a Gulen:
- Sunnmærafylke
- Firdafylke (Nordfjord, Sunnfjord)
- Sygnafylke
- Valdres e Hallingdal
- Hordafylke
- Rygjafylke
- Setesdal
- Egdafylke

Contee dipendenti dal Frostating, situate nel Trøndelag, con sede a Frosta:
- Eynafylke
- Sparbyggjafylke
- Verdælafylke
- Skeynafylke
- Orkdælafylke
- Gauldælafylke
- Stjordælafylke
- Strindafylke
- Naumdælafylke
- Nordmærafylke
- Romsdælafylke

Contee non legate a nessun ting:
- Jamtaland
- Herjedalen
- Håløygjafylke
  - Helgeland
  - Salten
  - Lofoten e Vesterålen
  - Trondenes

Il Finnmark (incluso il nord della contea di Troms), le Isole Fær Øer, le Orcadi, le Shetland, le Ebridi, l'Isola di Man, l'Islanda e la Greenland erano skattland ("paesi tassati"), e non appartenevano a nessuna contea o area.

### Syssel
Dalla fine del XII secolo, la Norvegia fu divisa in diversi "syssel". Il capo dei vari "syssel" era il "syslemann", che rappresentava il re localmente. Quanto segue mostra una ricostruzione dei diversi "syssel" in Norvegia al 1300 circa, inclusi i sub-syssel, ove questi sembrano stabiliti.
- Elvesysle
- Ranrike
- Borgarsysle  (due parti)
- Romerike (due parti, "settentrionale" e "meridionale")
- Hedmark (due parti, "settentrionale" e "meridionale")
- Østerdalen
  -  "a nord di Åmot"
  -  "a sud di Åmot"
- Gudbrandsdalen
  -  "nord di Ruste"
  -  "sud di Ruste"
- Hadeland (later  Ringerike , due parti, "settentrionale" e "esterna")
- Valdres e  Hallingdal  (due parti)
- Numedal e  Telemark ?
- Tverrdalane e  Modum ?
- Oslo sysle ( lut  settentrionale e  lut  occidentale)
- Tønsberg sysle
- Skien sysle
- Eastern part (later Nedenes)
- Robyggjelag
- Agder Midtsysla
- Lista
- Rygjafylke
  - "nord del fiordo"
  - "sud del fiordo"
- Hordaland ( Nordhordland ? E  Sunnhordland ?)
- Hardanger
- Voss
- Sogn  (due parti?)
- Sunnfjord
- Fiordo
- Sunnmøre
- Romsdal
- Nordmøre ?
  - Nordmørafylke
- Orkdal
- Gauldal
- Strinda
- Härjedalen
- Jemtland
- Stjørdal
- Skogn
- Verdal
- Sparbu
- Eynafylke
- Parte settentrionale ? (più tardi  Fosen )
- Namdalen 
  - "metà superiore"  ( Overhalla )
  - "metà inferiore  (più tardi  Njardøy )
- Hålogaland  (due parti)
- Troms?
- Finnmark?

### Len
Dal 1308, il termine len in Norvegia indicava una regione amministrativa approssimativamente equivalente alle contee di oggi. La len fu un'importante entità amministrativa durante il periodo della Danimarca-Norvegia dopo la loro fusione, nel periodo 1538-1814. All'inizio del XVI secolo le divisioni politiche erano variabili, ma includevano costantemente quattro "len" principali e circa 30 sotto-regioni minori con connessioni variabili a una "len" principale. Fino al 1660 i quattro principali len avevano sede nelle fortezze principali di Bohus, di Akershus, di Bergenhus e nella città fortificata di Trondheim.

#### Lennel 1536
- Båhus len (in seguito chiamato Bohuslän dopo che la Danimarca-Norvegia lo cedette alla Svezia, con il Trattato di Roskilde nel 1658)
- Akershus len
- Trondheim len
- Bergenhus len (che includeva la Norvegia settentrionale)

#### Lennel 1660
Dal 1660 la Norvegia aveva 9 "len" principali comprendenti 17 "len" sussidiari:
- Akershus len
- Tunsberg len
- Bratsberg len
- Agdesiden len
- Stavanger len
- Bergenhus len
- Trondheim len
- Nordlandene len
- Vardøhus len

Ogni len era governato da un "lenman". Len scritto come län continua ad essere usato come l'equivalente amministrativo della contea in Svezia ancora oggi.

### Amt
Con il decreto reale del 19 febbraio 1662, ogni len cambiò nome in amt  e il lenmann divenne amtmann, dal tedesco "Amt" (ufficio), che riflette il pregiudizio della corte danese di quel periodo.

#### Amtnel 1671
Dopo il 1671 la Norvegia fu divisa in quattro principali amt  o stiftsamt, con nove "amt" subordinati:
- Akershus amt
  - Smålenene amt
  - Brunla amt
- Agdesiden amt
  - Bratsberg amt
  - Stavanger amt
- Bergenhus amt
  - Halsnøy klostergods
  - Hardanger amt
  - Nordlandene amt
- Trondheim amt
  - Romsdalen amt
  - Vardøhus amt

#### Amtnel 1730
Nel 1730 la Norvegia aveva i seguenti amt :
- Vardøhus amt
- Tromsø amt
- Nordlands amt
- Nordre Trondhjems amt
- Søndre Trondhjems amt
- Romsdalen amt
- Nordre Bergenhus amt
- Søndre Bergenhus amt
- Stavanger amt
- Lister og Mandals amt
- Nedenes amt
- Bratsberg amt
- Buskerud amt
- Oplandenes amt
- Hedemarkens amt
- Akershus amt
- Smaalenenes amt

A quel tempo c'erano anche due contee (grevskap), che formavano insieme quella che ora è la contea di Vestfold:
- Contea di Laurvigen
- Contea di Jarlsberg

#### Amtnel 1760
Nel 1760 la Norvegia aveva i seguenti stiftamt e amt:
- Akershus stiftamt
  - Opplands amt
  - Akershus amt
  - Smålenenes amt
  - Contea di Laurvigen
  - Contea di Jarlsberg
  - Bratsberg amt (metà orientale)
- Agdesiden stiftamt
  - Bratsberg amt (metà occidentale)
  - Nedenes amt
  - Lister e Mandal amt
  - Stavanger amt
- Bergenhus stiftamt
  - Romsdal amt (metà meridionale)
- Trondheim stiftamt
  - Romsdal amt (metà settentrionale)
  - Nordlands amt
  - Vardøhus amt

### Contee(fylker),1919-2019

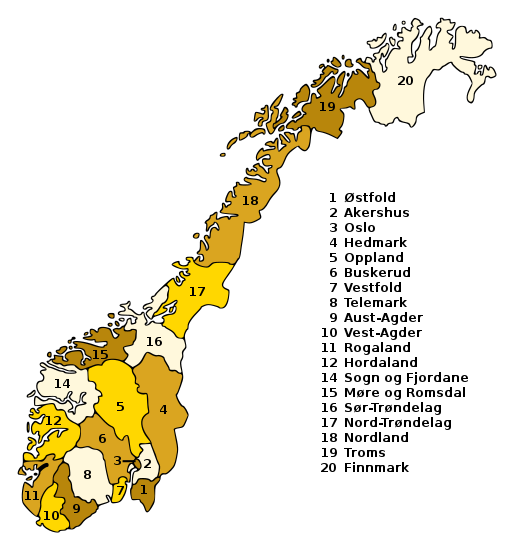
Contee della Norvegia (1972-2018)

Dal 1919 ogni amt cambiò nome in fylke (contea) e l'amtmann cambiò nome in fylkesmann (governatore di contea).
- Contea di Østfold
- Contea di Akershus
- Contea di Oslo
- Contea di Hedmark
- Contea dell'Oppland
- Contea di Buskerud
- Contea di Vestfold
- Contea di Telemark
- Contea di Aust-Agder
- Contea di Vest-Agder
- Contea di Rogaland
- Contea di Bergen, unita con la contea di Hordaland, nel 1972
- Contea di Hordaland
- Contea di Sogn og Fjordane
- Contea di Møre og Romsdal
- Contea di Sør-Trøndelag, unita nella contea di Trøndelag, nel 2018
- Contea di Nord-Trøndelag, unita nella contea di Trøndelag, nel 2018
- Contea di Trøndelag, creata nel 2018[13]
- Contea del Nordland
- Contea di Troms
- Contea del Finnmark

### Contee (fylker),2020-2023

Contee della Norvegia (2020-2023)

Nel 2017, il governo norvegese ha annunciato la riorganizzazione delle 19 contee per avere solo 11 contee a partire dal 1º gennaio 2020. Diversi compiti del governo sono trasferiti nelle nuove regioni.
Nuove contee:
- Troms og Finnmark, dall'unione delle contee di Finnmark e Troms nel 2020
- Vestland, dall'unione delle contee di Hordaland e Sogn og Fjordane nel 2020
- Agder, dall'unione delle contee di Aust-Agder e Vest-Agder nel 2020
- Vestfold og Telemark, dall'unione delle contee di Vestfold e Telemark nel 2020
- Innlandet, dall'unione delle contee di Hedmark e Oppland in 2020
- Viken, dall'unione delle contee di Akershus, Buskerud e Østfold nel 2020

Per Nordland, Trøndelag, Møre og Romsdal, Rogaland e la contea di Oslo nessun cambiamento.

### Contee (fylker),2024-attuale
Dal 1º gennaio 2024 sono in vigore queste modifiche:
- la contea di Viken è stata divisa di nuovo tra Østfold, Akershus e Buskerud;
- la contea di Vestfold og Telemark è stata divisa di nuovo tra Vestfold e Telemark;
- la contea di Troms og Finnmark è stata divisa di nuovo tra Troms e Finnmark;

Per Nordland, Innlandet, Agder, Vestland, Trøndelag, Møre og Romsdal, Rogaland e la contea di Oslo nessun cambiamento.
Risultano quindi 15 contee.